# La prima stella della sera/Mi manchi ancora
La prima stella della sera/Mi manchi ancora è il 19° singolo dei Matia Bazar, pubblicato nel 1988, che anticipa la raccolta 10 grandi successi (1988).

## La prima stella della sera
Si classifica al 19º posto nella categoria Campioni al Festival di Sanremo 1988.
Questa canzone non ha mai fatto parte di album ufficiali, ma solo di singoli, è stata anche inclusa in poche antologie.
Un maxi singolo 12" intitolato Sanremo 1988, pubblicato in Grecia dall'etichetta discografica Three Eggs (catalogo 7526), contiene sul lato A, oltre la versione singolo 7", anche quella estesa del brano (sul lato B, due brani presentati al Festival da altri artisti).
Durante l'apparizione del gruppo nel 1988 alla trasmissione televisiva di Canale 5 Raffaella Carrà Show (nota per l'ufficializzazione della relazione tra Stellita e la Ruggiero) è stata eseguita dal vivo con Sergio Cossu alle tastiere e Jacopo Jacopetti al sassofono tenore, in una versione rimasta inedita.
- Video dal Raffaella Carrà Show, su YouTube. URL consultato il 4 febbraio 2014.

| Solista            | Anno      | Album                                |
| ------------------ | --------- | ------------------------------------ |
| Antonella Ruggiero | 1988      | 10 grandi successi                   |
| Laura Valente      | 1995      | Radiomatia                           |
| Silvia Mezzanotte  | 2001 2002 | Dolce canto Messaggi dal vivo (live) |
| Roberta Faccani    | —         | —                                    |

La tabella riassume le versioni su album registrate da tutte le soliste del gruppo.

### La única estrella verdadera
Versione in lingua spagnola di La prima stella della sera (lett. "L'unica vera stella") incisa nel 1988 con la collaborazione di Miguel Bosé, che, oltre ad averne curato testo e adattamento, fa da seconda voce alla Ruggiero con i Matia.
Unico pezzo in lingua straniera presente nella compilation Le canzoni del sole 88 contenente brani di cantanti italiani e pubblicata dalla CGD su LP (catalogo COM 20838) del 1988. Dieci anni dopo è inserito, rimasterizzato, come unico inedito, nell'antologia Souvenir: The Very Best of Matia Bazar.
Curiosamente Bosé, presentatore con Gabriella Carlucci proprio dell'edizione 1988 del Festival in cui gareggiava la versione italiana, non ha mai inciso il brano come solista.

## Mi manchi ancora
Estratto dall'album Melò del 1987, è uno dei due brani  presentati dal gruppo al Festivalbar 1987; l'altro è Noi, proveniente dallo stesso LP.
Nel 1995 la canzone è stata interpretata da Laura Valente e inserita nell'album Radiomatia.

## Tracce
Lato A
1. La prima stella della sera – 4:26 (testo: Aldo Stellita – musica: Sergio Cossu, Carlo Marrale)

Lato B
1. Mi manchi ancora – 5:29 (testo: Aldo Stellita – musica: Antonella Ruggiero, Sergio Cossu)

## Formazione
- Antonella Ruggiero - voce solista
- Sergio Cossu - tastiere
- Carlo Marrale - chitarra, voce
- Aldo Stellita - basso
- Giancarlo Golzi - batteria